# Tryggvi Snær Hlinason
Tryggvi Snær Hlinason (28 d'octubre de 1997) és un jugador de bàsquet islandés. En juny de 2017 va fitxar pel vigent campió de la Lliga ACB de bàsquet, el València Basket Club.
Tryggvi va participar en les classificatòries de l'EuroBasket 2017, les aparicions amb la selecció absoluta es van complementar amb les de la sots-20.